# Tiveden
Tiveden er et skovrigt bjergområde mellem de historiske svenske landskaber Västergötland og Närke. I skoven ligger bl.a. Tivedens Nationalpark. Området ligger i kommunerne Laxå, Askersund, Gullspång, Töreboda og Karlsborg. Skoven er i dag mest kendt for sin storslåede natur, men var tidligere mest berygtet for sit ufremkommelige og farefulde terræn, samt for at være tilflugtssted for lovløse. Tiveden er kun sparsomt befolket. Nogle af de landsbyer, som ligger i Tiveden er Undenäs, Tived, Tivedstorp, Finnerödja og Gårdsjö. Nationalparken har aldrig været permanent beboet, men rummer alligevel flere rester efter gamle helligdomme og offersteder.

## Natur og geografi
Tivedens nationalpark ligger i Trolltiven, det sværest tilgængelige skovområde. I moderne tid er denne vildmark blevet et populært udflugtsmål, hovedsageligt pga. de uberørte skove der findes der, samt de mange bademuligheder i områdets søer. Det fredede område omfatter i alt 1353 hektar af skoven. Parken blev indviet i 1983 og består af de centrale dele af skoven, der fremstår som urskov. Selvom området ved første øjekast virker fuldstændigt uberørt, har der tidligere været drevet svedjebrug, træhugst og blevet fremstillet trækul i skoven. I den findes bl.a. Trollkyrka, et gammelt helligsted, Stenkällas grotte og Vitsands badestrand.  Det er planlagt, at naturparkens areal i nær fremtid skal udvides med 580 hektar.  Administrativt tilhører nationalparken Karlsborg og Laxå kommuner.
Uden for nationalparken findes en række andre naturseværdigheder, fx søen Fagertärn, som er kendt for sine røde åkander. Efter at denne variant var blevet opdaget, kom den til at udgøre grundstammen for de europæiske sorter af kultiverede røde åkander. Hvorfra de fik deres røde farve berettes af et folkesagn. Det fortælles, at der engang levede en fattig fisker ved Fagertärn med en meget smuk datter, men da søen ikke gav mange fisk, havde han svært ved at forsørge sin familie. En dag, da manden fiskede i sin lille båd, mødte han nøkken, som tilbød fiskeren stor fangst på den betingelse, at han gav sin smukke datter til nøkken. Fiskeren, der var desperat, indvilligede og lovede sin datter bort. Den dag, da datteren fyldte atten år, gik hun ned til søens bred for at møde nøkken. Han bad hende glad om at følge sig ned til sin bolig på søens bund, men pigen tog en kniv frem og sagde, at han ikke ville få hende i live. Hun stak da sig selv i hjertet og faldt død om i søen. Hendes blod farvede derpå åkanderne røde, og det har nogle af søens blomster været lige siden. (Karlsson 1970:86)
Den største sø i Tiveden er Unden. Vandrestien Bergslagsleden går bl.a. gennem Tiveden.
Dyre og planteliv er sparsomt, da biotopen hovedsageligt består af stengrund. Den mest udbredte trætype er nåletræer. Der findes dog en større population af tjur. I 1851 blev den sidst ulv dræbt i skoven, men i de senere år er ulvene begyndt at vende tilbage.

## Historie
Før i tiden var Tiveden kendt som et tilhørssted for landevejsrøvere. På grund af sin utilgængelighed kom skoven også til at udgøre en naturlig grænse mellem Gøtalandene og Svealand.
Navnet Tiveden stammer muligvis fra en sammenstilling af navnet på den nordiske gud Tyr og ved, som betyder skov. Et andet forslag er at forleddet Ti- snarere er beslægtet med det vestnordiske ord tíva-, som betyder gudernes; dvs. Tiveden skulle således betyde gudernes skov. Harry Ståhl foreslog i
1949 en helt alternativ betydning, nemlig at skoven oprindeligt blev kaldt *Tvividher, dvs. 'den tudelade skogen'. Det blev senere (i 1952) støttet af Petrus Envall, men finder i dag kun begrænset støtte.[kilde mangler]

## Tiveden i litteraturen
Den svenske forfatter og digter Verner von Heidenstam (1859-1940) har skrevet et digt med titlen "Tiveden". I et andet værk har han i poetisk form beskrevet Tiveden som "Ett skogsrike som sträcker sig från Vättern två hela mil upp till Undens öde vatten och omfamnar bortåt ett femtiotal små och stora sjöar och tjärnar".
Tiveden er kort omtalt i kapitlet Axel rider frem i Kongens Fald, hvor figuren Axel beretter om Christian 2.'s felttog i Sverige i 1520:
| „ | Axel blev ved at fortælle og kom ind på Krigen i Vinter, som han havde gjort med. Den optog ham stærkt endnu, han fortalte om Slaget ved Bogesund og de uhørte Strabaser i Tivedens Skove. Det var saa koldt, forsikrede Axel, at Harnisket kunde binde Fingerspidserne, naar man rørte ved det. | “ |

## Eksterne link
- Satellitbillede på Google Maps

58°47′N 14°38′Ø / 58.78°N 14.63°Ø